# Stazione di Castellón de la Plana
La stazione di Castellón de la Plana (in spagnolo Estación de Castellón de la Plana) è la principale stazione ferroviaria della città spagnola di Castellón de la Plana, nella Comunità Valenciana.

## Storia
Una prima stazione provvisoria fu aperta al traffico il 26 dicembre 1862 dalla Sociedad de los Ferrocarriles de Almansa a Valencia y Tarragona (AVT) con l'attivazione del tratto Nules-Castellón. Nel 1864 venne inaugurata una nuova stazione.
L'edificio originario fu modificato nel 1966 dal gestore Renfe.
Il 23 marzo 1994 fu siglato l'accordo per la realizzazione di un nuova variante ferroviaria che attraversasse il tessuto urbano mediante un tunnel. Nel progetto venne inclusa le realizzazione di una nuova stazione. I lavori, iniziati nel 1998, terminarono due anni dopo.